# Poggio Berni
Poggio Berni – miejscowość i gmina we Włoszech, w regionie Emilia-Romania, w prowincji Rimini.
1 stycznia 2014 gmina została zlikwidowana.

## Demografia
Według danych na styczeń roku 2012 gminę zamieszkiwało 3411 osób a gęstość zaludnienia wynosiła 286,9 os./km².

## Źródła danych
- Istituto Nazionale di Statistica
- Demografia prowincji Rimini. provincia.rimini.it. [zarchiwizowane z tego adresu (2013-10-29)].